# 2008年の横浜ベイスターズ
2008年の横浜ベイスターズ（2008ねんのよこはまベイスターズ）では、2008年の横浜ベイスターズの動向をまとめる。
この年の横浜ベイスターズは、2回目の大矢明彦監督体制の2年目（通算4年目）のシーズンである。

## 概要
就任2年目となった大矢監督は「徐々にチーム力が向上してきたので、優勝は難しいが今年こそCSを目指す」と宣言。前年4位ながらも巨人、中日などAクラス球団に食らいついたことから開幕前はAクラス候補の筆頭に挙げられていた。しかし、開幕3連敗を喫するなど4月を7勝18敗で負け越し、早くも最下位に転落。それでも5位の広島と3.5ゲーム差だったことから最下位脱出が期待されたが、5月以降も黒星を重ねシーズン終盤には球団記録タイ（1回目は1955年）の14連敗を喫した。結局、最終的に大逆転でリーグ連覇を果たした巨人に36.5ゲーム、そして5位のヤクルトにも19ゲーム差をつけられ2年ぶりに最下位へと転落、さらに2003年以来5年ぶりとなるリーグワーストの90敗以上（最終的に48勝94敗2分）という不名誉なおまけもついた。前年の4位躍進の原動力となった投手陣はエースの三浦大輔が防御率でリーグ9位に入るも打線の援護なく負け越し、新外国人のマイク・ウッドや新人の小林太志もローテを守りながら防御率4点台に終わり、マーク・クルーンの巨人移籍で手薄になった抑えには寺原隼人が抜擢されて22セーブをあげたものの、チーム防御率はリーグ最下位の4.74を記録した。その一方で、打撃陣は主砲の村田修一が46本塁打で2年連続となる本塁打王を獲得。さらに内川聖一が.378の高打率で首位打者を獲得するなど打線が好調で、チーム本塁打は、巨人に次いでリーグ2位の145本を記録した。

## チーム成績

### レギュラーシーズン
| 1 | 遊 | 石井琢朗 |
| 2 | 二 | 仁志敏久 |
| 3 | 中 | 内川聖一 |
| 4 | 三 | 村田修一 |
| 5 | 一 | 佐伯貴弘 |
| 6 | 右 | 吉村裕基 |
| 7 | 左 | 金城龍彦 |
| 8 | 捕 | 相川亮二 |
| 9 | 投 | 寺原隼人 |

| 順位 | 4月終了時 | 4月終了時 | 5月終了時 | 5月終了時 | 6月終了時 | 6月終了時 | 7月終了時 | 7月終了時 | 8月終了時 | 8月終了時 | 9月終了時 | 9月終了時 | 最終成績 | 最終成績 |
| ---- | --------- | --------- | --------- | --------- | --------- | --------- | --------- | --------- | --------- | --------- | --------- | --------- | -------- | -------- |
| 1位  | 阪神      | --        | 阪神      | --        | 阪神      | --        | 阪神      | --        | 阪神      | --        | 阪神      | --        | 巨人     | --       |
| 2位  | 中日      | 2.5       | 中日      | 4.5       | 中日      | 6.5       | 巨人      | 9.5       | 巨人      | 6.0       | 巨人      | 0.5       | 阪神     | 2.0      |
| 3位  | ヤクルト  | 6.5       | 巨人      | 9.0       | 巨人      | 10.0      | 中日      | 13.0      | 中日      | 12.5      | 中日      | 12.0      | 中日     | 12.0     |
| 4位  | 巨人      | 7.5       | 広島      | 9.5       | 広島      | 11.5      | ヤクルト  | 16.0      | 広島      | 14.5      | 広島      | 13.0      | 広島     | 14.0     |
| 5位  | 広島      | 8.0       | ヤクルト  | 10.5      | ヤクルト  | 12.5      | 広島      | 17.0      | ヤクルト  | 16.0      | ヤクルト  | 18.0      | ヤクルト | 17.5     |
| 6位  | 横浜      | 11.5      | 横浜      | 18.5      | 横浜      | 23.5      | 横浜      | 29.5      | 横浜      | 30.0      | 横浜      | 35.5      | 横浜     | 36.5     |

| 順位 | 球団                   | 勝 | 敗 | 分 | 勝率 | 差   |
| 1位  | 読売ジャイアンツ       | 84 | 57 | 3  | .596 | 優勝 |
| 2位  | 阪神タイガース         | 82 | 59 | 3  | .582 | 2.0  |
| 3位  | 中日ドラゴンズ         | 71 | 68 | 5  | .511 | 12.0 |
| 4位  | 広島東洋カープ         | 69 | 70 | 5  | .496 | 14.0 |
| 5位  | 東京ヤクルトスワローズ | 66 | 74 | 4  | .471 | 17.5 |
| 6位  | 横浜ベイスターズ       | 48 | 94 | 2  | .338 | 36.5 |

#### セ・パ交流戦
| 順位 | 球団                         | 勝 | 敗 | 分 | 勝率 | 差   |
| 1位  | 福岡ソフトバンクホークス     | 15 | 9  | 0  | .625 | 優勝 |
| 2位  | 阪神タイガース               | 15 | 9  | 0  | .625 | 0.0  |
| 3位  | 北海道日本ハムファイターズ   | 14 | 10 | 0  | .583 | 1.0  |
| 4位  | 読売ジャイアンツ             | 14 | 10 | 0  | .583 | 1.0  |
| 5位  | 東北楽天ゴールデンイーグルス | 13 | 11 | 0  | .542 | 2.0  |
| 6位  | 広島東洋カープ               | 13 | 11 | 0  | .542 | 2.0  |
| 7位  | 中日ドラゴンズ               | 12 | 12 | 0  | .500 | 3.0  |
| 8位  | オリックス・バファローズ     | 11 | 13 | 0  | .458 | 4.0  |
| 9位  | 東京ヤクルトスワローズ       | 11 | 13 | 0  | .458 | 4.0  |
| 10位 | 千葉ロッテマリーンズ         | 10 | 14 | 0  | .417 | 5.0  |
| 11位 | 埼玉西武ライオンズ           | 10 | 14 | 0  | .417 | 5.0  |
| 12位 | 横浜ベイスターズ             | 6  | 18 | 0  | .250 | 9.0  |

- 同率の場合は前年の順位で上位のチームが上位にランクされる

## オールスターゲーム2008
| ファン投票 | 村田修一 |          |
| 選手間投票 | 村田修一 |          |
| 監督推薦   | 寺原隼人 | 内川聖一 |

## 表彰選手
| - 内川聖一 首位打者（.378、初受賞） 最多安打（189本、初受賞） 最高出塁率（.416、初受賞） - 村田修一 本塁打王（46本、2年連続2度目） | - ベストナイン 内川聖一（一塁手、初受賞） 村田修一（三塁手、初受賞） - ゴールデングラブ賞 受賞者なし |

## ドラフト
| 順位 | 選手名     | 守備   | 所属         | 結果 |
| ---- | ---------- | ------ | ------------ | ---- |
| 1位  | 松本啓二朗 | 外野手 | 早稲田大学   | 入団 |
| 2位  | 藤江均     | 投手   | 東邦ガス     | 入団 |
| 3位  | 山崎憲晴   | 内野手 | 横浜商科大学 | 入団 |
| 4位  | 細山田武史 | 捕手   | 早稲田大学   | 入団 |
| 5位  | 小杉陽太   | 投手   | JR東日本     | 入団 |